# L'Amour en vedette
Pour plus de détails, voir Fiche technique et Distribution.
L'Amour en vedette (The Goodbye Girl) est un téléfilm américain réalisé par Richard Benjamin, diffusé le 16 janvier 2004 sur TNT. C'est un remake de Adieu, je reste (The Goodbye Girl), film américain réalisé par Herbert Ross et sorti en 1977.

## Fiche technique
- Titre original : The Goodbye Girl
- Réalisation : Richard Benjamin
- Scénario : Neil Simon
- Photographie : Danny Nowak
- Musique : John Frizzell
- Société de production : Warner Bros. Television
- Pays : États-Unis
- Durée : 115 minutes

## Distribution
- Jeff Daniels (VF : Philippe Vincent) : Elliot
- Patricia Heaton : Paula
- Hallie Kate Eisenberg : Lucy
- Lynda Boyd (en) : Donna
- Alan Cumming : Mark
- Richard Benjamin : Oliver Fry
- Sharon Wilkins (en) : Mme Crosby
- Marco Soriano : Ronnie Burns
- Woody Jeffreys : Eddie
- Emily Holmes : Rhonda

## Accueil
Le téléfilm a été vu par environ 3,5 millions de téléspectateurs lors de sa première diffusion.